# Schweizerschule Barcelona
Die Schweizerschule Barcelona (spanisch Escuela Suiza de Barcelona, katalanisch Escola Suïssa de Barcelona, kurz ESB), in der spanischen Stadt Barcelona (Katalonien) gelegen, ist eine der Schweizer Schulen im Ausland. Sie umfasst Spielgruppe, Kindergarten, Primar-, Sekundar- und Gymnasialstufe und ist Mitglied des Verbands der Internationalen Schulen von Barcelona (BISA). Es war die erste Schule in Spanien, welche den Schweizer Mittelschulabschluss, die Matura, verlieh.

## Konzept
Die Schule versteht sich als multikulturelle Schule, deren Bildungsmodell auf Exzellenz, den Prinzipien der Schweizer Pädagogik und dem „harmonischen und respektvollen Zusammenleben“ der schweizerischen, spanischen und katalanischen Kultur basiert. Das Bildungsprogramm ist von educationsuisse, einem Verein zur Förderung schweizerischer Bildung und Präsenz im Ausland, reguliert und vom Kanton Bern gesponsert. Mit dem Bildungsabschluss der Schweizerschule Barcelona erlangen die Schüler zweierlei: sowohl das spanische Abitur als auch die Schweizer Maturität, was gleichzeitig dem schweizerischen Mittelschulabschluss und der spanischen Selectividad entspricht. Damit stehen die Türen zu Universitäten in vielen Ländern offen.

## Geschichte

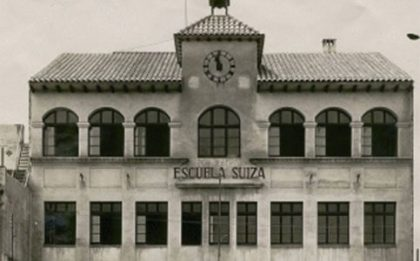
Die Schweizerschule Barcelona um 1930

1919 wird die Societé de l’Ecole Suisse de Barcelona gegründet und wenige Monate später, am 9. Oktober 1920, die Schweizerschule Barcelona in der Calle Findons 17 eröffnet. Das zweite Schuljahr startet mit 13 Schülerinnen und Schülern. Seit der Schulgründung liegt der Schwerpunkt auf der Vielfalt der Nationalitäten und der Chancengleichheit.
Im Jahr 1924 zieht die Schweizerschule mit 145 Schülern aus 13 verschiedenen Nationen in die Alfonso-XII-Strasse um. In den 1930er Jahren wird Katalanisch in das Schulprogramm aufgenommen, obwohl die Schule während des Spanischen Bürgerkriegs geschlossen bleibt.
1967 gewährt ein neues Bundesgesetz Mittel für die Verbesserung seiner Einrichtungen, die in der Einweihung eines neuen Schulgebäudes gipfeln. In den 80er und 90er Jahren erhält die Schweizerschule die Anerkennung als internationale Schule sowohl von den spanischen Behörden als auch von der Generalitat de Catalunya und der Stadt Barcelona. 1993 werden die ersten Prüfungen für die schweizerische Maturität durchgeführt, und zum ersten Mal wird dieser Titel in Spanien verliehen.
Im Jahr 2000 wird die Elternschule gegründet und das neue Institutsgebäude eingeweiht. 2005 beginnen die Abbrucharbeiten des alten Gebäudes und 2007 wird an seiner Stelle ein modernes Gebäude mit Werkstätten für künstlerische Ausbildung, modernen Labors, Klassenräumen mit Computerunterstützung und einem grossen Erholungsraum auf dem Dach eingeweiht. 2019 feiert die Schule ihr 100-jähriges Bestehen.

## Sprachliche Schwerpunkte
Die Schülerinnen und Schüler der Schweizerschule Barcelona lernen insgesamt fünf Sprachen: Deutsch (als Umgangs- und Unterrichtssprache), Spanisch, Katalanisch, Englisch und Französisch. Für den Zugang zur Grundschule sind deutsche Sprachkenntnisse erforderlich.

## Bekannte Absolventen
Zu den Absolventen zählen die Unternehmer Víctor Grifols und Joël Jean-Mairet.